# La visita
La visita is een Italiaans-Franse film van Antonio Pietrangeli die werd uitgebracht in 1963.
Het scenario is gebaseerd op een kortverhaal (1962) van Carlo Cassola.

## Verhaal
Pina en Adolfo hebben elkaar gecontacteerd via een huwelijksadvertentie in de krant. Ze hebben elkaar enkele brieven geschreven en na een tijdje achten beiden de tijd rijp om elkaar te ontmoeten.
Pina is een jonge vrouw van zesendertig die in het dorp San Benedetto Po in het zuidoosten van  Lombardije leeft en werkt in een landbouwbedrijf. Ze is vrolijk en vriendelijk, graag gezien, romantisch van aard en nogal naïef. Ze heeft nood aan een vaste relatie. Ze draagt mooie kledij die haar weelderige ronde vormen strak onderlijnt. 
Adolfo is een veertiger en afkomstig uit Rome, hij is vrijgezel en bediende in een boekenwinkel. Hij besteedt veel aandacht aan zijn keurige kledij en hij waant zich intellectueel superieur als Romein én via zijn job. 
Op een zondagmorgen wordt hij aan het station van Ferrara met de auto door Pina afgehaald. Hij voelt zich vrij vlug thuis in Pina's woonst alhoewel haar huisdieren en de schikking van haar meubelen hem niet aanstaan. Hij laat zich geleidelijk zien als een zelfgenoegzaam, geniepig en benepen burgermannetje dat blijkbaar alleen maar uit is op het bevredigen van zijn eigen pleziertjes: hij wordt handtastelijk, gluurt naar andere jongere vrouwen, schrokt in plaats van te eten en hij drinkt vooral overmatig.
Een aantal flashbacks tonen afwisselend fragmenten uit het leven dat ze respectievelijk leiden in Rome en in San Benedetto Po. Zo komen we te weten dat Adolfo een handtastelijk man is en dat hij geminacht wordt door zijn werkgever. Pina houdt er een getrouwde minnaar op na die haar af en toe opzoekt.
Na het door haar bereide copieuze middagmaal laat ze hem het dorp zien. In de loop van de dag wordt Adolfo zo dronken dat hij de dorpelingen provoceert en ruzie maakt.
's Avonds brengt Pina hem terug naar haar huis. Adolfo vraagt haar eerlijk te zijn met elkaar. Zij vertelt hem over haar minnaar Renato en hij vertelt haar over zijn gefrunnik met de jonge vrouw die in Rome zijn was doet. 
Renato is ondertussen ongemerkt het huis langs de achterdeur binnengekomen. Nietsvermoedend wacht hij op Pina maar na een tijd is hij in haar bed in slaap gevallen. Hij wordt ontdekt door Pina. Adolfo en Renato maken kennis met elkaar en al vlug kunnen ze het goed met elkaar vinden. Renato verontschuldigt zich bij Pina en zegt dat hij niet wist dat de man van haar huwelijksadvertentie haar net vandaag zou bezoeken. Daarop vertrekt hij naar zijn werk van vrachtwagenchauffeur. 
Er volgt een confronterend en ernstig gesprek tussen Pina en Adolfo waarin vooral Pina hem de waarheid en alles wat ze denkt over hem in het gezicht slingert. Ondanks zijn dronkenschap geeft Adolfo haar gelijk en zegt dat hij zo geworden is omdat hij helemaal alleen woont in de grootstad. Er groeit wederzijds begrip voor elkaars toestand en ze beleven nog enkele intieme uren met elkaar. 
Voor dag en dauw voert Pina hem naar het station om het geroddel van de dorpelingen te vermijden. In de auto beloven ze elkaar contact te houden en te schrijven. Adolfo voegt eraan toe dat hij zal terugkomen.

## Rolverdeling
| Acteur           | Personage                           |
| ---------------- | ----------------------------------- |
| Sandra Milo      | Pina                                |
| François Périer  | Adolfo Di Palma                     |
| Gastone Moschin  | Cucaracha, de plaatselijke dorpsgek |
| Mario Adorf      | Renato Busso, de minnaar van Pina   |
| Angela Minervini | Chiaretta                           |
| Didi Perego      | Nella                               |